# 莫伊西夫卡
50°6′33″N 32°9′5″E / 50.10917°N 32.15139°E
莫伊西夫卡（烏克蘭語：Мойсівка）是位於烏克蘭中部的村莊，由切爾卡瑟州佐洛托諾沙區的什拉姆基夫卡市鎮負責管轄。該村面積15.3平方公里，海拔高度119米，2009年人口540，人口密度每平方公里35.2人。